# Puccinia hordei
Espèce
Puccinia hordei est une espèce de champignons basidiomycètes de la famille des Pucciniaceae.
Ce champignon phytopathogène est l'agent responsable de la rouille naine de l'orge.

## Synonymes
Selon Catalogue of Life (16 novembre 2015) :
- Aecidium ornithogaleum Bubák 1905,
- Coeomurus hordei (Arthur) Kuntze 1898,
- Dicaeoma anomalum (Rostr.) Arthur & Fromme 1920,
- Dicaeoma holcinum (Erikss.) Arthur & Fromme 1920,
- Dicaeoma hordei Arthur & Fromme 1920,
- Nielsenia hordei (Arthur) Syd. 1921,
- Nigredo hordei Arthur 1920,
- Pleomeris holcina (Erikss.) Syd. 1921,
- Pleomeris hordei (Arthur & Fromme) Syd. 1921,
- Pleomeris simplex (Körn.) Syd. 1921,
- Pleomeris triseti (Erikss.) Syd. 1921,
- Puccinia anomala Rostr. 1877,
- Puccinia fragosoi Bubák 1916,
- Puccinia holcina Erikss. 1899,
- Puccinia hordei-murini N.F. Buchw. 1943,
- Puccinia loliina Syd. & P. Syd. 1921,
- Puccinia recondita f.sp. holci Erikss.,
- Puccinia recondita f.sp. holcina D.M. Hend. 1961,
- Puccinia recondita f.sp. triseti D.M. Hend. 1961,
- Puccinia recondita f.sp. tritici C.O. Johnson,
- Puccinia rubigo-vera f.sp. holcina Mains 1933,
- Puccinia rubigo-vera' f. triseti (Erikss.) Mains 1933,
- Puccinia rubigo-vera f.sp. triseti Mains 1933,
- Puccinia schismi Bubák 1914,
- Puccinia schismi var. loliina (Syd.) J. Marková & Z. Urb. 1998,
- Puccinia simplex (Körn.) Erikss. & Henning 1894,
- Puccinia straminis var. simplex Körn. 1873,
- Puccinia triseti Erikss. 1899,
- Puccinia vulpiae-myuri Mayor & Vienn.-Bourg. 1950,
- Puccinia vulpiana Guyot 1947,
- Uromyces hordei Tracy 1893.